# Comahuesuchus
Comahuesuchus es un género extinto crocodilomorfo notosuquio que vivió durante el Cretácico Superior en Argentina. Fue descrito por el paleontólogo argentino José Bonaparte en 1991. La especie tipo del género es C. brachybuccalis, sus restos se hallaron en la Formación Bajo de la Carpa de la Provincia de Río Negro, Argentina.  En 2023 se asignó al género una segunda especie, C. bonapartei, conocida de las formaciones geológicas Sierra Barrosa y Portezuelo.

## Características generales

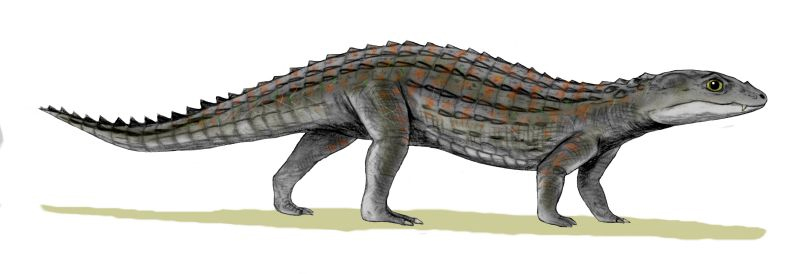
Recreación en vida

C. brachybuccalis era de tamaño pequeño, se diferenciaba de todos los demás crocodiliformes en tener un hocico extremadamente corto y ancho, con dentición reducida pero con dos pares de caniniformes.  La morfología del cráneo lo convierte en un cocodriliforme inusual.

## Sistemática
C. brachybuccalis fue descripto y nominado por Bonaparte en 1991, para el cual creó la familia monotípica Comahuesuchidae dentro de Notosuchia, y este como infraorden de Protosuchia. Sereno et al. (2003), en su análisis filogenético recuperaron Comahuesuchus dentro de un clado monofilético Notosuchia.   El análisis filogenético  realizado por Martinelli (2003) ubica a C. brachybuccalis dentro del clado de los notosuchios, representado por Malawisuchus mwakasyungutiensis y Chimaerasuchus paradoxus del Cretácico Temprano de África y China, y Notosuchus terrestris y Sphagesaurus huenei del Cretácico Tardío de América del Sur.  Sereno et al. (2003) sugirieron que Comahuesuchus y Anatosuchus minor, un género de cocodrilo notosuquio descubierto en África, eran ambos comahuesúquidos, pero el análisis realizado por Martinelli y Andrade et al. (2006) sugiere que A. minor no es un comahuesúquido. Comahuesuchus parece, en cambio, estar más cercanamente relacionado con Mariliasuchus amarali, un notosuquio poco conocido del Cretácico Superior del Sudeste de Brasil. 